# Massimo Scali
Massimo Scali (Monterotondo, 11 dicembre 1979) è un danzatore su ghiaccio italiano.
Gareggia in coppia con Federica Faiella. Insieme hanno vinto la medaglia di bronzo ai mondiali di pattinaggio di figura nel 2010, due medaglie d'argento agli europei di pattinaggio di figura nel 2009 e 2010 e sei volte il titolo nazionale (2003–2005, 2007–2009). Scali prima pattinava con Flavia Ottaviani, con cui ha vinto sei medaglie ai Junior Grand Prix e un bronzo nella finale del 1997/1998 dello stesso circuito.
Faiella e Scali sono conosciuti per avere inventato un sollevamento in cui era la dama a sorreggere il cavaliere, che poi è stato vietato dalla federazione internazionale.

## Programmi

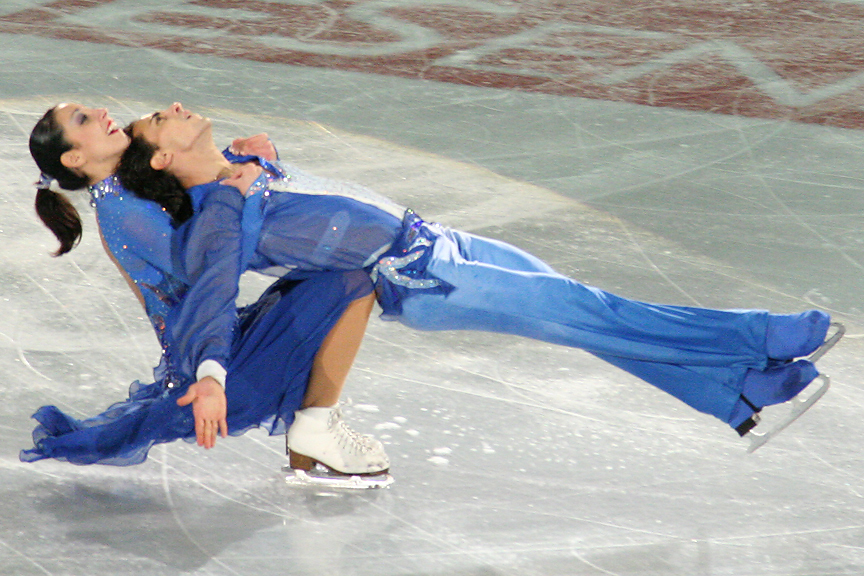

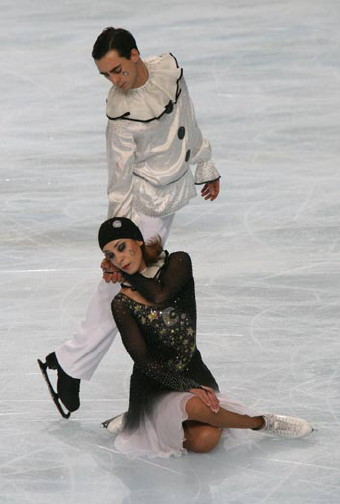
Faiella e Scali nel 2008

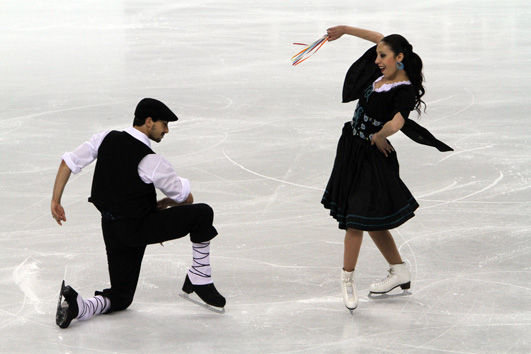
Faiella e Scali durante la loro original dance ai campionati mondiali 2010

### Con Faiella

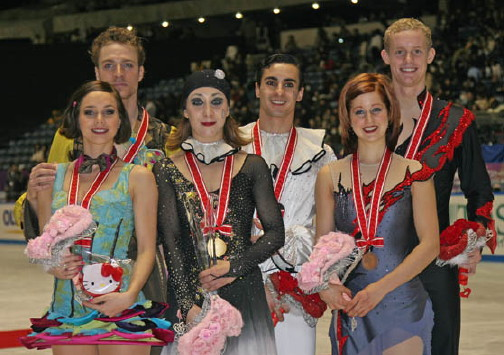
Faiella e Scali con gli altri medagliati all'NHK Trophy 2008

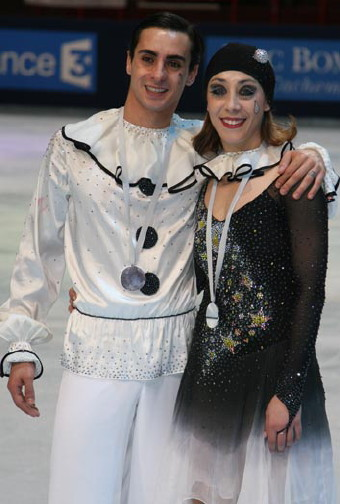
Faiella e Scali al Trophée Eric Bompard 2008

| Stagione  | Short dance | Free dance | Esibizioni                                                          |
| --------- | --- | --- | ------------------------------------------------------------------- |
| 2010–2011 | My Fair Lady: - On the street where you live (strumentale) - I could have danced all night - The rain in Spain | Manolete di Pepe Romero: - Que se ven desde el conquero - De mi vera te fuistes                                                                  |                                                                     |
|           | Original dance | |                                                                     |
| 2009–2010 | Italian folk: - Tammurriata nera - Tarantella Pizzicata | - Gli Emigranti di Nino Rota | - Quel posto che non c'è di Negramaro                               |
| 2008–2009 | - Follow the Fleet - Let's Face the Music and Dance - Let Yourself Go | - Sonata al chiaro di luna di Ludwig van Beethoven                                                                                               | Di Missy Elliott: - Past that Duch - The Rain - Lose Control        |
| 2007–2008 | - Pizzica Salentina - Lu Rusciu de lu Mare - Santo Poulo di Suono Salento | - Yentl composto da Michel Legrand cantata da Barbra Streisand                                                                                   |                                                                     |
| 2006–2007 | - Tanguera eseguito da Sexteto Mayor | - Pantera en Liberta di Mónica Naranjo | - Elisa                                                             |
| 2005–2006 | - Cha Cha "Pata Pata" - Rhumba - Samba | - Mission di Ennio Morricone | - Mission di Ennio Morricone - Carmina Burana - Elisa - La traviata |
| 2004–2005 | - How Can I Live to Another Day di Frank Sinatra - Girls, Girls, Girls | Di Aretha Franklin: - Spirit in the Dark - (You Make Me Feel Like) A Natural Woman - Think                                                       | - Ice Cube - Carmina Burana - Romanza di Andrea Bocelli             |
| 2003–2004 | - Hafanana di Afric Simone - Minnie the Moocher (da Blues Brothers soundtrack) - Hafanana di Afric Simone | - Libertango di Ástor Piazzolla Orchestra disco soledad - Uno (from A Passion for Tango) - Libertango di Ástor Piazzolla Orchestra disco soledad | - Big Spender                                                       |
| 2002–2003 | - Die Fledermaus di Johann Strauss II | - Ayer di Gloria Estefan - Demasiado di Willy Deville - Volveras di Gloria Estefan - Demasiado di Willy Deville                                  | - Big Spender                                                       |
| 2001–2002 | - Scott & Fran's Paso Doble (da Strictly Ballroom OST) di David Hirschfelder & Bogo Pogo Orchestra - The Fencing Lesson di Marc Anthony - Scott & Fran's Paso Doble (da Strictly Ballroom OST) di David Hirschfelder & Bogo Pogo Orchestra | - Le quattro stagioni di Antonio Vivaldi eseguito dalla Boston Pops Orchestra                                                                    | - Por una Cabeza                                                    |

## Palmarès

### Con Faiella
| Risultati                     | Risultati      | Risultati      | Risultati      | Risultati      | Risultati      | Risultati      | Risultati      | Risultati      | Risultati      | Risultati      |
| Internazionali                | Internazionali | Internazionali | Internazionali | Internazionali | Internazionali | Internazionali | Internazionali | Internazionali | Internazionali | Internazionali |
| Evento                        | 2001–02        | 2002–03        | 2003–04        | 2004–05        | 2005–06        | 2006–07        | 2007–08        | 2008–09        | 2009–10        | 2010–11        |
| ----------------------------- | -------------- | -------------- | -------------- | -------------- | -------------- | -------------- | -------------- | -------------- | -------------- | -------------- |
| Giochi olimpici invernali     | 18º            |                |                |                | 13º            |                |                |                | 5º             |                |
| Campionati mondiali           | 16º            | 11º            | 9º             | 9º             | 8º             | 9º             | 5º             | 8º             | 3º             |                |
| Campionati europei            | 12º            | 8º             | 6º             | 5º             | 7º             | 6º             | 4º             | 2º             | 2º             | 5º             |
| Finale del Grand Prix         |                |                |                |                |                |                |                | 4º             |                |                |
| GP Trophée Eric Bompard       |                |                |                | 5º             | 3º             | 3º             |                | 2º             |                |                |
| GP Cup of China               |                |                |                |                | 6º             |                | 3º             |                | 3º             | 3º             |
| GP Cup of Russia              |                | 5º             | 5º             | 3              |                |                |                |                |                | R              |
| GP NHK Trophy                 |                |                |                |                |                |                |                | 1º             |                |                |
| GP Skate America              |                |                | 4º             |                |                |                | 3º             |                |                |                |
| GP Skate Canada               | 7º             | 5º             |                |                |                | 3º             |                |                |                |                |
| Bofrost Cup                   |                |                | 3º             |                |                |                |                |                |                |                |
| Karl Schäfer Memorial         | 2º             |                |                |                |                |                |                |                |                |                |
| Nebelhorn Trophy              | 2º             | 1º             |                |                |                |                |                |                |                |                |
| Nazionali                     |                |                |                |                |                |                |                |                |                |                |
| Campionati italiani           | 2º             | 1º             | 1º             | 1º             | 2º             | 1º             | 1º             | 1º             | 1º             | R              |
| GP = Grand Prix; R = ritirati |                |                |                |                |                |                |                |                |                |                |